# Куберо, Фабиан
Фабиа́н Кубе́ро (исп. Fabián Alberto Cubero; род. 21 декабря 1978, Мар-дель-Плата, провинция Буэнос-Айрес) — аргентинский футболист, выступавший на позиции защитника. Рекордсмен клуба «Велес Сарсфилд» по количеству сыгранных матчей.

## Биография
Куберо — воспитанник молодёжной академии Велес Сарсфилда, за основной состав команды дебютировал в 1996 году. За 10 лет, проведённых в «Велесе», дважды выиграл чемпионат Аргентины — Клаусуру в 1998 и 2005 годах. За это время защитник провёл за команду 248 матчей в Примере и забил восемь голов.
В 2007 году перешёл в мексиканский УАНЛ Тигрес, в котором провёл полтора года, после чего вернулся в «Велес». Второе пребывание в родной команде стало не менее успешным, чем первое. Куберо ещё четыре раза становился чемпионом Аргентины (с учётом так называемого «Суперфинала» чемпионата в 2013 году, который разыгрывался между победителями Инисиаля и Финаля), а также выиграл Суперкубок страны. В последние годы Фабиан Куберо был капитаном «Велеса». В 2012 году стал рекордсменом своего клуба по числу сыгранных матчей.
Под руководством Хосе Пекермана в 1995 и 1997 годах Фабиан Куберо выступал за сборную Аргентины на юношеском и молодёжном чемпионатах мира соответственно.

## Титулы
- Чемпион Аргентины (6): Класура 1998, Кл. 2005, Кл. 2009, Кл. 2011, Инисиаль 2012, Суперфинал 2013
- Обладатель Суперкубка Аргентины (1): 2013